# Regione del Kazakistan Orientale
La regione di Kazakistan Orientale (in kazako Шығыс Қазақстан облысы?, Šyghys Qazaqstan oblysy; in russo Восточно-Казахстанская область?, Vostočno-kazachstanskaja oblast') è una regione del Kazakistan.

## Geografia
La regione è estesa nell'estremo est del Paese. Confina con la Russia (Siberia sudoccidentale), più precisamente con il Kraj di Altaj e l'omonima repubblica autonoma; all'interno del Paese la regione spartisce i confini con le regioni di Pavlodar, Qaraǧandy e Almaty.
Il territorio attuale deriva dalla fusione delle vecchie regioni del Kazakistan Orientale e di Semipalatinsk. Il territorio regionale è molto vasto, con più di 280.000 chilometri quadrati; si estende per la maggior parte nel bacino del fiume Irtyš, che nonostante abbia le sorgenti in territorio cinese tributa al Mar Glaciale Artico tramite l'Ob'. Il fiume attraversa il territorio da sudest a nordovest, tagliandolo per intero e bagnando le due città principali della regione.
L'imponente bastione dell'Altaj segna il confine orientale, quello con la Russia, mentre a sudest il territorio è aperto verso la Cina tramite, come detto, l'alta valle dell'Irtyš; nella zona sudoccidentale il territorio comprende l'estremità occidentale delle Alture del Kazakistan, digradando poi nei bassopiani del Kazakistan centrale verso il lago Balqaš. Sebbene i due Stati non confinino direttamente tra di loro, il punto più orientale del Paese kazako dista poco di meno di 50 km dalla Mongolia.

## Centri urbani
Il capoluogo della regione è la città di Öskemen, già conosciuta sotto il regime sovietico come Ust'-Kamenogorsk, che supera di poco i 300.000 abitanti. Esistono altre città di un certo rilievo, fra le quali spicca Semey, ex Semipalatinsk, già capoluogo di regione e con una popolazione paragonabile (270.000); nonché fra gli altri centri Ridder, Altaj, Aâköz.

## Distretti
La regione è suddivisa in 10 distretti (audan) e 6 città autonome (qalasy): Aâköz, Kurčatov, Öskemen, Ridder, Semej e Altaj.
I distretti sono:
- Aâköz
- Belaǧaš
- Glubokoe
- Kurşim
- Qatonqaraǧaj
- Šemonaiha
- Tarbaǧataj
- Ūlan
- Zajsan
- Altaj